# 2023–2024-es női EHF-bajnokok ligája
A 2023–2024-es női EHF-bajnokok ligája az európai női kézilabda-klubcsapatok legrangosabb tornájának 31. kiírása. A címvédő ebben a szezonban a norvég Vipers Kristiansand csapata. Magyarországról három csapat kvalifikálta magát: a Győri Audi ETO KC, a FTC-Rail Cargo Hungaria és a Debreceni VSC.
A legjobb négy csapat a tizedszer megrendezendő Final Four keretében döntötte el a bajnoki cím sorsát 2024. június 1-2-án Budapesten, az MVM Dome-ban. A bajnoki címet a Győri Audi ETO KC nyerte 2019 után újra, miután legyőzte a döntőbe története során először bejutó az SG BBM Bietigheim csapatát.

## Csapatok
12 országból összesen 21 csapat nevezett a bajnokságba. Selejtezőt ebben az évben sem rendeztek, a nevező csapatok közül választotta ki az EHF végrehajtó bizottsága a 16 indulót. Ebben a szezonban először az EHF lehetővé tette, hogy egy országból három induló is lehessen, ennek megfelelően Dániából, Magyarországról, Franciaországból és Norvégiából is három csapat nevezett a tornára. Végül a dán és a magyar harmadik helyezett csapatnak engedélyezték az indulást.
| Csoportkör        | Csoportkör              | Csoportkör         | Csoportkör            |
| ----------------- | ----------------------- | ------------------ | --------------------- |
| Team Esbjerg      | Odense Håndbold         | Ikast Håndbold     | Vipers KristiansandCV |
| Győri Audi ETO KC | FTC-Rail Cargo Hungaria | Debreceni VSC      | IK Sävehof            |
| Metz Handball     | Brest Bretagne Handball | RK Krim            | SG BBM Bietigheim     |
| CSM București     | CS Rapid București      | MKS Zagłębie Lubin | Budućnost BEMAX       |

## Sorsolás
A csoportkör sorsolása során ügyeltek rá, hogy azonos nemzetbeliek ne kerülhessenek egy csoportba, kivéve a három indulóval rendelkező Dániát és Magyarországot. Esetükben legfeljebb két csapat kerülhetett azonos csoportba.

## Csoportkör
A csoportkörben a 16 résztvevő csapatot két darab nyolccsapatos csoportra osztották. A csoporton belül a csapatok oda-vissza vágós rendszerű körmérkőzést játszottak egymással. A csoportok első két helyén végző csapatai egyből a negyeddöntőbe jutottak, a 3-6. helyezettek pedig a nyolcaddöntőbe.

### A csoport
| #  | Csapat            | M  | Gy | D | V  | G+  | G–  | Gk   | P  |
| -- | ----------------- | -- | -- | - | -- | --- | --- | ---- | -- |
| 1. | Győri Audi ETO KC | 14 | 11 | 1 | 2  | 432 | 356 | +76  | 23 |
| 2. | Odense Håndbold   | 14 | 10 | 1 | 3  | 461 | 359 | +102 | 21 |
| 3. | Brest Bretagne    | 14 | 7  | 3 | 4  | 399 | 367 | +32  | 17 |
| 4. | CSM București     | 14 | 8  | 1 | 5  | 414 | 366 | +48  | 17 |
| 5. | DVSC Schaeffler   | 14 | 7  | 1 | 6  | 394 | 414 | –20  | 15 |
| 6. | SG BBM Bietigheim | 14 | 7  | 0 | 7  | 414 | 402 | +12  | 14 |
| 7. | Budućnost BEMAX   | 14 | 2  | 1 | 11 | 311 | 433 | –122 | 5  |
| 8. | IK Sävehof        | 14 | 0  | 0 | 14 | 342 | 470 | –128 | 0  |

| ETO   | ODE   | BRE   | CSM   | DEB   | BIE   | BUD   | SAV   |
| ----- | ----- | ----- | ----- | ----- | ----- | ----- | ----- |
|       | 32–29 | 32–32 | 24–26 | 35–23 | 31–29 | 37–19 | 39–20 |
| 30–31 |       | 29–29 | 29–25 | 33–30 | 42–29 | 39–24 | 40–22 |
| 23–24 | 25–26 |       | 24–21 | 38–28 | 37–30 | 20–20 | 28–23 |
| 23–27 | 28–24 | 28–30 |       | 29–29 | 31–28 | 44–26 | 35–26 |
| 29–28 | 22–35 | 31–24 | 23–30 |       | 26–36 | 27–22 | 32–29 |
| 26–34 | 25–28 | 34–30 | 26–24 | 27–31 |       | 34–16 | 30–21 |
| 21–29 | 17–33 | 21–34 | 24–29 | 21–27 | 22–27 |       | 31–30 |
| 26–29 | 20–44 | 20–25 | 26–41 | 27–36 | 29–33 | 23–27 |       |

### B csoport
| #  | Csapat                  | M  | Gy | D | V  | G+  | G–  | Gk   | P  |
| -- | ----------------------- | -- | -- | - | -- | --- | --- | ---- | -- |
| 1. | Metz Handball           | 14 | 11 | 0 | 3  | 470 | 402 | +68  | 22 |
| 2. | Team Esbjerg            | 14 | 11 | 0 | 3  | 449 | 412 | +37  | 22 |
| 3. | Ikast Håndbold          | 14 | 10 | 1 | 3  | 476 | 435 | +41  | 21 |
| 4. | Vipers Kristiansand     | 14 | 7  | 1 | 6  | 445 | 403 | +42  | 15 |
| 5. | Krim                    | 14 | 6  | 1 | 7  | 389 | 384 | +5   | 13 |
| 6. | FTC-Rail Cargo Hungaria | 14 | 4  | 2 | 8  | 387 | 408 | –21  | 10 |
| 7. | CS Rapid București      | 14 | 4  | 1 | 9  | 366 | 399 | –33  | 9  |
| 8. | MKS Zagłębie Lubin      | 14 | 0  | 0 | 14 | 327 | 466 | –139 | 0  |

| MET   | ESB   | FCM   | VIP   | KRI   | FTC   | RAP   | LUB   |
| ----- | ----- | ----- | ----- | ----- | ----- | ----- | ----- |
|       | 36–31 | 36–39 | 31–29 | 40–31 | 25–24 | 33–22 | 42–26 |
| 29–27 |       | 37–34 | 32–37 | 29–21 | 27–23 | 30–28 | 32–26 |
| 35–34 | 34–35 |       | 30–26 | 33–32 | 28–28 | 30–29 | 41–29 |
| 34–36 | 37–38 | 31–32 |       | 29–23 | 37–26 | 35–30 | 28–24 |
| 22–28 | 33–27 | 28–34 | 24–24 |       | 32–26 | 25–24 | 32–19 |
| 25–38 | 28–33 | 37–36 | 27–35 | 26–28 |       | 24–24 | 35–22 |
| 31–34 | 24–33 | 27–35 | 30–29 | 27–22 | 20–23 |       | 26–25 |
| 24–30 | 24–36 | 26–35 | 20–34 | 18–36 | 23–35 | 21–24 |       |

## Egyenes kieséses szakasz

### Nyolcaddöntő
| 1. csapat               | Össz. | 2. csapat           | 1. mérk. | 2. mérk. |
| ----------------------- | ----- | ------------------- | -------- | -------- |
| FTC-Rail Cargo Hungaria | 59–56 | Brest Bretagne      | 28–30    | 31–26    |
| SG BBM Bietigheim       | 60–58 | Ikast Håndbold      | 29–27    | 31–31    |
| Krim                    | 48–60 | CSM București       | 24–30    | 24–30    |
| DVSC Schaeffler         | 55–56 | Vipers Kristiansand | 28–29    | 27–27    |

### Negyeddöntők
Egy oda-vissza vágó után dől el a Final Fourba jutás.
| 1. csapat               | Össz. | 2. csapat         | 1. mérk. | 2. mérk. |
| ----------------------- | ----- | ----------------- | -------- | -------- |
| Vipers Kristiansand     | 49–54 | Győri Audi ETO KC | 23–30    | 26–24    |
| CSM București           | 47–56 | Metz Handball     | 24–27    | 23–29    |
| SG BBM Bietigheim       | 60–58 | Odense Håndbold   | 30–26    | 30–32    |
| FTC-Rail Cargo Hungaria | 49–55 | Team Esbjerg      | 25–26    | 24–29    |

A Final Four-t Budapesten, az MVM Dome-ban rendezték.
|  |                   |                   |                   |                   |    |                   |                   |       |
|  | Elődöntők         | Elődöntők         | Elődöntők         |                   |    | Döntő             | Döntő             | Döntő |
|  | Elődöntők         | Elődöntők         | Elődöntők         |                   |    | Döntő             | Döntő             | Döntő |
|  | június 1.         |                   |                   |                   |    |                   |                   |       |
|  |                   |                   |                   |                   |    |                   |                   |       |
|  | Team Esbjerg      | Team Esbjerg      | 23                |                   |    |                   |                   |       |
|  | Team Esbjerg      | Team Esbjerg      | 23                | június 2.         |    |                   |                   |       |
|  | Győri Audi ETO KC | Győri Audi ETO KC | 24                |                   |    |                   |                   |       |
|  | Győri Audi ETO KC | Győri Audi ETO KC | 24                |                   |    | Győri Audi ETO KC | Győri Audi ETO KC | 30    |
|  | június 1.         |                   |                   |                   |    | Győri Audi ETO KC | Győri Audi ETO KC | 30    |
|  |                   |                   | SG BBM Bietigheim | SG BBM Bietigheim | 24 |                   |                   |       |
|  | Metz Handball     | Metz Handball     | SG BBM Bietigheim | SG BBM Bietigheim | 24 | 29                |                   |       |
|  | Metz Handball     | Metz Handball     |                   |                   |    |                   |                   |       |
|  | SG BBM Bietigheim | SG BBM Bietigheim | 36                |                   |    |                   |                   |       |
|  | SG BBM Bietigheim | SG BBM Bietigheim | 36                | Bronzmérkőzés     |    |                   |                   |       |
|  |                   |                   |                   |                   |    |                   |                   |       |
|  | június 2.         |                   |                   |                   |    |                   |                   |       |
|  |                   |                   |                   |                   |    |                   |                   |       |
|  | Team Esbjerg      | Team Esbjerg      | 37                |                   |    |                   |                   |       |
|  | Team Esbjerg      | Team Esbjerg      | 37                |                   |    |                   |                   |       |
|  | Metz Handball     | Metz Handball     | 33                |                   |    |                   |                   |       |
|  | Metz Handball     | Metz Handball     | 33                |                   |    |                   |                   |       |

## Statisztikák

### Góllövőlista
| #   | Játékos            | Csapat                  | Gól |
| --- | ------------------ | ----------------------- | --- |
| 1.  | Anna Vjahireva     | Vipers Kristiansand     | 113 |
| 2.  | Nora Mørk          | Team Esbjerg            | 110 |
| 3.  | Sarah Bouktit      | Metz Handball           | 107 |
| 3.  | Henny Reistad      | Team Esbjerg            | 107 |
| 5.  | Cristina Neagu     | CSM București           | 103 |
| 6.  | Valerija Maszlova  | Brest Bretagne Handball | 101 |
| 7.  | Markéta Jeřábková  | Ikast Håndbold          | 100 |
| 7.  | Klujber Katrin     | FTC-Rail Cargo Hungaria | 100 |
| 7.  | Kristina Jørgensen | Metz Handball           | 100 |
| 10. | Chloé Valentini    | Metz Handball           | 97  |